# Райнефарт, Хайнц
Генрих-Фридрих «Хайнц» Райнефарт (нем. Heinrich-Friedrich «Heinz» Reinefarth, 26 декабря 1903, Гнезен, Западная Пруссия — 7 мая 1979, Вестерланд, Зильт) — один из высших офицеров СС, группенфюрер СС, генерал-лейтенант войск СС и полиции (1 августа 1944).

## Биография
Хайнц Райнефарт родился 26 декабря 1903 года в Гнезене в семье судьи. В 1922 году окончил гимназию и в следующем году вступил в добровольческий корпус «Оберланд». Изучал право в Йенском университете. После сдачи экзаменов и получения диплома в 1927 году работал в местном суде, в 1930 году сам становится судьёй. 1 августа 1932 года вступил в НСДАП (билет № 1 268 933), с сентября по декабрь состоял в СА, а в декабре того же года вступил в СС (билет № 56 634). С 1932 по 1939 работал адвокатом и нотариусом.

## Участие во Второй мировой войне
С началом Второй мировой войны пошёл добровольцем в армию. За участие в Польской кампании был удостоен Железного креста 2-го класса. Затем — командир 14-го взвода 337-го полка во Франции за отличия в боях 28 мая 1940 года был награждён Железным крестом 1-го класса, а 25 июня 1940 года стал первым кавалером Рыцарского креста Железного креста среди членов Общих СС. В 1942 году вследствие обморожения на Восточном фронте был отозван из армии и зачислен в резерв в звании лейтенанта. 20 апреля 1942 года был повышен до бригадефюрера СС и генерал-майора полиции, а с июня 1942 года исполнял обязанности генерал-инспектора гражданской администрации в Протекторате Богемии и Моравии.

С июня по сентябрь 1943 года — начальник отдела Управления и права в Главном управлении полиции порядка. С сентября по декабрь 1943 года — начальник правового управления Главного управления полиции порядка. 29 декабря 1943 года принял командование оберабшнита СС «Варта», а 29 января 1944 года был назначен Высшим руководителем СС и полиции «Варта».

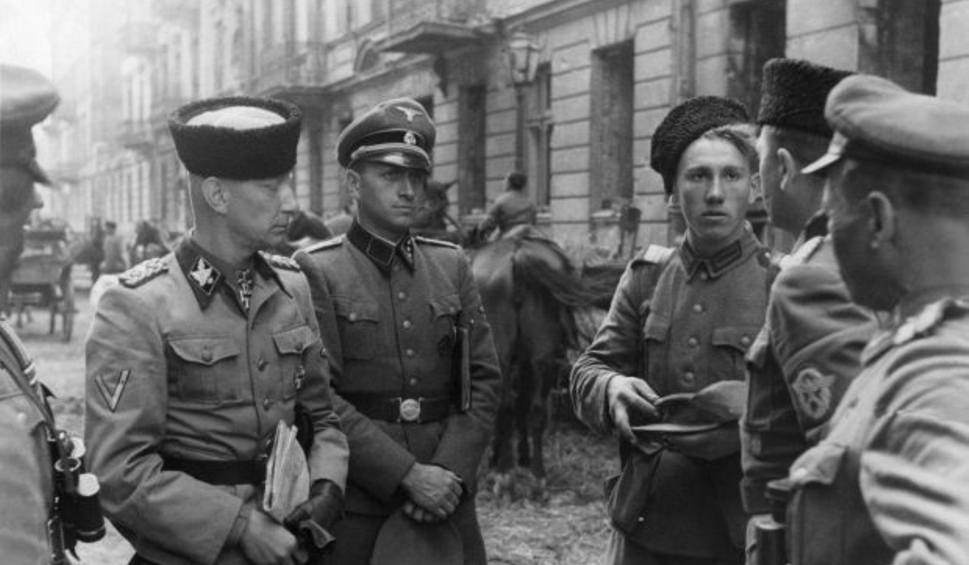
Хайнц Райнефарт и казаки 3-го казачьего полка.

С августа по ноябрь 1944 года командовал боевой группой СС «Рейнефарт» в составе войск Бах-Зелевского, участвующих в подавлении Варшавского восстания. Его войска проявляли особую жестокость против восставших, мирного населения и пленных. С декабря 1944 года командир 18-го корпуса СС. С января по март 1945 года был комендантом фестунга Кюстрин. Гудериан в своих воспоминаниях охарактеризовал его так:
Комендантом крепости, укрепления которой были сооружены еще во времена Фридриха Великого, был Рейнефарт, когда-то начальник полиции Варшавы, хороший полицейский чиновник, но отнюдь не генерал.
Под его командованием гарнизон Кюстрина упорно оборонялся в период операции по борьбе с советскими плацдармами на Одере. 22 марта 1945 года Кюстрин был полностью окружён, Райнефарту было приказано держаться в городе любой ценой и ждать деблокирующего удара. Однако 28 марта натиск советских войск заставил Райнефарта принять решение оставить город и прорываться из окружения к позициям на западном берегу Одера. Разъяренный неподчинением Райнефарта приказу удерживать Кюстрин любой ценой, Гитлер приказал его арестовать и казнить. Однако в хаосе последних недель Третьего рейха это распоряжение выполнено не было. С марта 1945 года — командир 14-го корпуса СС. 1 мая 1945 года был арестован англо-американскими войсками.

## После войны
До 1948 года находился в заключении. Польские власти требовали его экстрадиции, но англо-американские власти оккупированной части Германии сочли, что он может быть полезен в качестве свидетеля на Нюрнбергском процессе, а также тайного консультанта Корпуса контрразведки по советской военной тактике. Затем он был вновь арестован за военные преступления, но суд в Гамбурге постановил оправдать Райнефарта из-за отсутствия доказательств. С декабря 1951 по 1964 год избирался мэром города Вестерланд. Избирался членом ландтага Шлезвиг-Гольштейна. После ухода из политики в 1967 году работал адвокатом. Получал генеральскую пенсию. Умер 7 мая 1979 года в своем доме в Вестерланде.
В 2014 году местные власти Вестерланда установили мемориальную доску в память о польских жертвах Райнефарта. Член СДПГ Эрнст Вильгельм Зоян, присутствовавший на церемонии, с 1960-х годов вёл кампанию по повышению осведомленности об этих преступлениях, но ранее сталкивался со «стеной молчания». Региональное правительство Шлезвиг-Гольштейна опубликовало специальное заявление, в котором выразило сожаление по поводу того, что Райнефарту разрешили заниматьсяполитикой после войны. Президент Польши Бронислав Коморовский похвалил власти Зильта за попытку разобраться со своим прошлым. 

## Награды
- Шеврон старого бойца
- Железный крест, 1-го класса (28 мая 1940)
- Железный крест, 2-го класса (25 сентября 1939)
- Рыцарский крест железного креста с Дубовыми Листьями
  - Рыцарский крест (25 июня 1940)
  - Дубовые листья (№ 608) (30 сентября 1943)
- Нагрудный знак «За ближний бой» бронзовый
- Крест военных заслуг 2-й степени с мечами
- Кольцо «Мёртвая голова»
- Почётная шпага рейхсфюрера СС